# Nowator

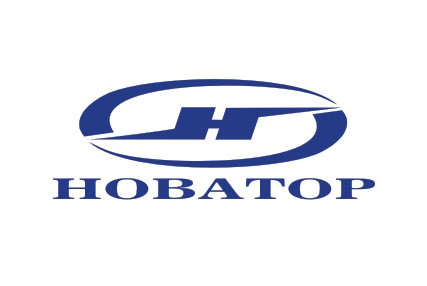
Logo des Unternehmens

Das Experimental-Konstruktionsbüro Nowator (russisch Новатор für Innovator) ist ein ehemals sowjetisches, jetzt russisches Entwicklungsbüro für Lenkflugkörper und ihre Startgeräte. Das Konstruktionsbüro OKB-8 wurde im Dezember 1947, als Teil des Maschinenbauwerks Kalinin (Werk Nr. 8), in Jekaterinburg (damals „Swerdlowsk“) gegründet.
Von seiner Gründung bis 1985 führte Lew Weniaminowitsch Ljuljew (1908–1985) das Konstruktionsbüro. Im Jahre 1966 bekam das OKB-8 den Namen „Nowator“. 1991 wurde das Konstruktionsbüro von dem Maschinenbauwerk unabhängig. Der Raketenspezialist Pawel Iwanowitsch Kamnew übernahm die Führung im Jahre 1996. Durch Dekret des russischen Präsidenten wurde Nowator 2002 ein Teil des Rüstungskonzerns Almas-Antei.
Zu Anfang spezialisierte sich Nowator auf die Entwicklung großkalibriger Geschütze wie die Flugabwehrgeschütze KS-12, KS-19, KS-30, KM-52 oder des Küstengeschützes KSM-65.
Ab 1957 begann die Entwicklung von Lenkflugkörpern und ihren Startgeräten, unter anderem Lenkflugkörper ZM8 für das Flugabwehrsystem 2K11 Krug, Lenkflugkörper 9M38 für das Flugabwehrsystem 9K37 Buk, Lenkflugkörper 9M83 und 9M82 sowie die Start- und Transportfahrzeuge 9A83 und 9A82 für das Flugabwehrsystem S-300W, Marschflugkörper 9M728 für das Boden-Boden-Raketensystem 9K720 Iskander, die Lenkwaffenfamilie Kalibr sowie die U-Jagd-Lenkwaffe 91RU Otwet. Außerdem entwickelte Nowator die Höhenforschungsraketen MP-12 und MP-25.